# Lotto King Karl
Pour l’article homonyme, voir Karl König.
Lotto King Karl, aussi Karl König, né le 4 février 1967 à Hambourg, est le pseudonyme de Gerrit Heesemann, musicien et acteur allemand.

## Discographie
- 1995 Ich hab' den Jackpot (Single)
- 1995 Allergie (Single)
- 1996 Da ist die Tür (Single avec Roberto Blanco)
- 1996 Weiß' Bescheid?! (Album)
- 1997 Ich liebe Dich (Single)
- 1998 Ich mag Müll
- 1999 Die alte S-Klasse (Album)
- 1999 Opfer der Justiz (Single)
- 1999 Fußball ist unser Leben (Single, avec Stone The Crow et Tobsucht)
- 2000 Fliegen (Single, avec Roh)
- 2000 Bier her now (Album)
- 2000 Bis der Arzt kommt (Single)
- 2001 Das geheime Tagebuch des Dieter B. (Album)
- 2001 Wieder im Ballbesitz (EP)
- 2001 Das HSV-Album (Album)
- 2001 Rotverschiebung (Album)
- 2002 Nichts als dem Wahrheit (Modern System / Single)
- 2003 Die geilsten Dinger (Best-of)
- 2004 Aus Liebe zum Spiel (Album)
- 2004 Es macht so ungeheuer Spaß mit Dir zu ficken (Single-EP avec Carsten Pape)
- 2004 Keine Grenzen — Keine Zäune (Maxi-CD)
- 2005 Freunde (Album avec Carsten Pape)
- 2006 Ikarus (Album)
- 2008 Seitenwechsel (Album)
- 2009 Die große Liebe (Album avec Carsten Pape)
- 2011 Was ist eigentlich mit Frank? (Album)

## Acteur
- 2003 : Der Letzte Lude
- 2007 : Deichking